# 우주언어학
우주언어학(astrolinguistics)은 외계의 지적생명탐사(Search for Extra-Terrestrial Intelligence; SETI)와 관련된 언어학 분야다.

## 초기 소련 실험
아마도 행성간 통신을 위한 언어를 구축하는 최초의 시도는 무정부주의자 울프 고딘(아바 고딘의 형제)에 의해 그의 저서 인류 언어의 문법(1920년)과 언어의 문법(1924년)에서 만들어진 AO 언어이자 행성간 통신을 위한 언어로 파이어에서 제시된 1927년 모스크바에서 개최된 행성간 기계국제박람회(러시아 혁명 10주년)에서 만들어진 AO언어이자 행성간 통신을 위한 투오르스키 탄생 70주년 기념으로 파이어로 파이어에서 열린 행성간 기계국제박람회. 고딘의 선언된 목표는 비페티시즘, 비소시오몰픽, 비젠더베이스, 비클래스주의 언어를 구축하는 것이었다. 이 언어의 디자인은 러시아의 미래주의 시, 고딘 형제의 범 아나키스트 철학, 그리고 우주의 메시지 가능성에 대한 치오르코프스키의 초기 발언(한스 프로이트덴탈 뒤의 통찰과 일치)에서 촉발됐다. 그러나 세르게인 쿠즈네초프는 자신의 언어를 우주 이용을 위한 것으로 정의하지 않았다며 그의 작품 가운데 우주통신 문제를 다루고 있는 것은 다른 기술 분야 통과에서의 행성 간 통신뿐이라고 지적했다.

## 프로이 덴탈의 LINCOS
SETI 프로젝트에서는 지구 외 지적 생명체에 관한 메시지를 지구에서 우주로 발신하기 위한 연구가 지구 외 지적 생명체에 관한 메시지를 지구에서 우주로 보내기 위한 메시지를 지구 외 지적 생명체에 관한 메시지이다. 그러한 메시지가 언어 원리에 근거하고 있는 한, 그 연구는 언어학에 속한다고 생각할 수 있다. 네덜란드 위트레흐트대학 수학자 한스 플로이덴탈에 의해 1960년에 제안되었으며, 미국의 그린뱅크에서 처음으로 SETI가 실시되었다. 프로이튼탈은 완전한 언어 코스미카를 구상했다. 그의 저서 LINCOS: Design of a Language for Cosumic Intercourse는 일견 비언어적으로 보인다. 왜냐하면 수학적 개념이 언어의 핵심이기 때문이다. 그러나, 개념은 사실상, 언어적 수단에 의해서 사람과 사람과의 대화 속에서 도입되고 있다. 이는 혁신적인 예를 통해 확인할 수 있다. 그 책은 언어학에 획기적인 책이 되었다. 이것은 브루노 밧시의 몇 년이나 후의 리뷰에서 증명되었다. 프로이트덴탈은 LINCOS를 적용하면서 수학적 내용 이외의 것에 대해서는 외국인 수신자의 다른 사회학적 측면이 잠재적으로 존재하기 때문에 문제가 불거졌고 결국 작품 제작에 대한 관심을 더욱 잃었다.

## 올 롱렌의 LINCOS
과학연구에서 우주언어학의 개념은 ETI의 메시지 구축을 위한 관점에서도 2013년에 우주언어학'에서 고안되었다. 네덜란드, 라이덴 대학, 천문학자이며 컴퓨터 과학자인 알렉산더·오롱글렌에 의한, 논리에 근거하는 성간 커뮤니케이션을 위한 언어 시스템의 설계. 이 책은 플로이덴탈 디자인과는 전혀 다른 새로운 언어의 코스미카를 소개하고 있다. 인간사회의 상황의 논리를 LINCOS라고도 불리는 언어로 어떻게 정식화할 수 있는지를 설명했다. 이 우주언어 시스템은 성간 커뮤니케이션에도 사용될 수 있도록 설계되었으며, 모든 표현이 검증 가능함을 보증하는 현대적인 구성 논리를 바탕으로 하고 있다. 그러나 보다 깊고, 보다 기본적인 레벨에서는 아스트로 언어학은 정보종 간 성간 거리의 커뮤니케이션에서 잠재적으로 유용한 언어적 보편성을 식별할 수 있는가 하는 문제와 관련되어 있다. 새로운 LINCOS의 관점에서 이들은 특정 상황과 관계에 대한 특정 논리적 기술일 가능성이 있다.

## 같이 보기
- 외계언어

## 추가 문헌
- LINCOS : Design of a Language for Cosmic Intercourse, Part I, by Hans Freudenthal, Professor of Mathematics and Logic, University of Utrecht, The Netherlands, 224 pp. North Holland Publishing Company, 암스테르담 1960.
- Astrolinguistics : Design of a Interstellar Communication based on Logic, by Alexander Ollongren, Professor of Computer Science and Dynamical Astronomy, University of Leiden, The Netherlands, 248 pp. Springer Publishers, 뉴욕 2013

1. ↑  Oberhaus, Daniel (2019년 10월 22일). 《Extraterrestrial Languages》 (영어). MIT Press. ISBN 978-0-262-04306-9. OCLC 1142708941.
2. ↑  Wolf Gordin, Grammatika logicheskogo yazyka AO [Grammar of the Language AO] (1924) (Russian)
3. ↑  Smith, Michael G. (2014년 12월 1일). 《Rockets and Revolution: A Cultural History of Early Spaceflight》 (영어). U of Nebraska Press. 130쪽. ISBN 978-0-8032-8656-6. OCLC 1109730256.
4. ↑  “Mission”. 2019년 12월 8일에 확인함.
5. ↑  Dunér, David; Persson, Erik; Holmberg, Gustav (2013년 9월 26일). 《The History and Philosophy of Astrobiology: Perspectives on Extraterrestrial Life and the Human Mind》 (영어). Cambridge Scholars Publishing. 203쪽. ISBN 978-1-4438-5302-6. OCLC 942487127.
6. ↑  Ollongren, Alexander (2012년 11월 27일). 《Astrolinguistics: Design of a Linguistic System for Interstellar Communication Based on Logic》 (영어). Springer Science & Business Media. 128쪽. ISBN 978-1-4614-5468-7. OCLC 939853829.